# Música de Burquina Fasso
Burquina Fasso é o lar de sessenta diferentes grupos étnicos, cada qual com sua própria variedade da música folk. O país produz muito pouca música popular, comparado com seus países limítrofes, que incluem gigantes musicais como a Nigéria e Costa do Marfim. A música tradicional de Burquina Fasso, entretanto, continuou prosperando apesar da afluência de estilos populares, e a produção cultural e a musical do país permanece bastante diversificada.
O hino nacional de Burquina Fasso é "Une Seule Nuit", escrito por Thomas Sankara. Ele é o hino oficial do país desde 1984, quando Alto Volta alterou se nome para Burquina Fasso.
Existe o Museu Nacional da Música em. Sua coleção de poucos anos, fora iniciada em 1998, mas já possui várias centenas de instrumentos musicais únicos.